# فلسفة الحياة (حركة فلسفية)
كانت حركة فلسفة الحياة (بالألمانية: Lebensphilosophie) حركة فلسفية مهيمنة في البلدان الناطقة بالألمانية في أواخر القرن التاسع عشر وأوائل القرن العشرين، والتي تطورت من الرومانسية الألمانية. أكدت فلسفة الحياة على معنى الحياة وقيمتها والغرض منها باعتبارها المحور الأول للفلسفة.
وكان موضوعها الرئيسي هو أن فهم الحياة لا يمكن فهمه إلا من خلال الحياة نفسها، ومن داخل نفسها. بالاعتماد على انتقادات نظرية المعرفة التي قدمها شوبنهاور ونيتشه، تم اعتبار الأفكار البارزة للحركة بمثابة مقدمة لكل من الظواهر الهوسرلية والظواهر الوجودية الهايدجرية. انتقدت فلسفة ليبنس كلا من المناهج الميكانيكية والمادية للعلوم والفلسفة وعلى هذا النحو تمت الإشارة إليها أيضًا باسم الحركة الحيوية الألمانية، على الرغم من أن علاقتها بالحيوية البيولوجية مشكوك فيها. يتم فهم الحيوية بهذا المعنى على أنها جزء من التمييز الحيوي بين المبادئ المؤكدة للحياة والمبادئ المنكرة للحياة.